# O Caso da Vara
O Caso da Vara é um dos contos mais famosos de Machado de Assis, publicado inicialmente na Gazeta de Notícias, no ano de 1891, e republicado no livro Páginas Recolhidas. O conto fala sobre a história de Damião, um fugitivo do seminário, que tem uma difícil escolha a fazer.

## A história
Machado de Assis conta brevemente a história de um seminarista fugitivo, que tem medo de voltar para casa, pois sabe que o pai o levará de volta ao seminário. Portanto, Damião foge e se esconde na casa de Sinhá Rita. A mulher promete ajudá-lo e por isso Damião permanece.
Porém, Sinhá Rita tem uma escrava chamada Lucrécia, uma garota que é maltratada por ela.
Damião, vendo a situação, promete a si mesmo que irá apadrinhar Lucrécia. Mas chega um momento em que Sinhá Rita vai castigar Lucrécia e pede a vara a Damião, que fica em dúvida entre ajudar Lucrécia ou entregar a vara e receber a ajuda de Sinhá Rita. Por fim, ele decide entregar a vara.

### Damião e Lucrécia
No final do conto, Machado de Assis usa sua ironia para fazer uma crítica contra a escravidão da época, porém, essa crítica perpetua até hoje, e nos faz refletir, se todas as pessoas são cruéis e interesseiras como Damião - justamente como ocorre nos dias atuais, em que algumas pessoas perpetuam suas mentalidades racistas, sexistas e esperistas; sempre entregando a vara e matando Lucrécia.